# Igaluk
Na mitologia inuit Igaluk é um dos mais poderosos deuses do panteão. Ele é uma divindade lunar associado aos fenônemos da naturezas e aos animais.
A lenda conta que esse desejou a própria irmã, Malina, e a violentou durante uma noite, protegendo sua identidade na escuridão. Na noite seguinte repetiu o ato, só que desta vez Malima conseguiu marcar seu agressor. Para sua surpresa descobriu ser seu próprio irmão.  Cortou então seus seios e os ofereceu para Igaluk comer. Malima então fugiu carregando uma tocha sendo perseguida por Igaluk. Os dois correram tão rápido que acabaram ascendendo aos céus onde ela se tornou o Sol e ele, a Lua.